# Adalberon de Reims
Adalberon (d. 989) a fost arhiepiscop de Reims, cancelar al regilor Lothar și Ludovic al V-lea ai Franței.
La moartea regelui Ludovic al V-lea din 987, Adalberon și Gerbert d'Aurillac (viitorul papă Silvestru al II-lea) s-a adresat adunării electorale de la Senlis în favoarea lui Hugo Capet, pentru a înlocui pe monarhii Carolingieni. Adalberon a pledat astfel:
"Încoronați-l pe duce. El este cel mai ilustru prin faptele sale, prin nobilitatea sa, prin forțele sale. Tronul nu se obține prin drept ereditar; nimeni nu se poate ridica la el fără a se distinge nu numai prin nobilitatea din naștere, ci prin bunătate sufletului."
Ca urmare, Capet a fost ales și încoronat la Noyon, la 3 iulie 987 de către Adalberon, întemeind Dinastia Capețienilor. Rolul jucat de Adalberon în răsturnarea dinastiei Carolingienilor nu va fi continuat de către succesorii lor, ducele Carol de Lotharingia sau fiul bastard al regelui Lothar, Arnulf.